# Castell de Llorac
Castell de Llorac és un edifici del municipi homònim (Conca de Barberà), declarat bé cultural d'interès nacional.

## Història
Les primeres notícies del lloc i el castell de Llorac són del segle xii quan era senyorejat per Guifré Bonfill. El 1140, el seu net el traspassà, juntament amb l'església de Santa Maria de Llorac, a l'orde dels hospitalers que, segons Miret i Sans, degueren establir una de les seves cases al poble de Llorac. Del llinatge dels Llorac es troba documentat un Pere de Laurach el 1181. El 1196, Gombau d'Oluja, senyor de Vallfogona de Riucorb, apareix empenyorant les rendes del castell i vila als templers.
El 1245, Marquesa de Guàrdia, filla de Ramon de Cervera i vídua de Guillem de la Guàrdia Lada, professà com a religiosa de l'orde de l'Hospital, rebent del capítol la casa de Cervera i els drets i rèdits de diversos castells, entre els quals el «castrum de Lorach». Al segle xiv, el lloc i el castell formaven part del patrimoni reial, ja que Pere III el va vendre l'any 1342 a Francesc Alenyà juntament amb el lloc i castell de la Cirera per 12.000 sous. El 1361 el tenia Guiamó Alenyà, senyor de Llorac i de Cirera que també consta en el fogatjament de 1365-70. D'aquí que aparegui una ala esculpida en una pedra. A partir del segle xvi, la vila de Llorac pertanyé a la família Guimerà, que van mantenir el senyoriu fins a la fi de l'antic règim.

## Descripció
Aquesta fortificació s'assembla a una casa forta, del tipus força o sala, i es dataria cap als segles xii o xiii. Es troba en una elevació que hi ha al sud-oest del poble. De la construcció original només es conserva la façana nord i una part de les façanes est i oest. La façana meridional ha estat refeta. La coberta és a un sol vessant.
El mur septentrional té una longitud de 19 m i un gruix de 1 m. És fet amb carreus petits, lleugerament escairats i col·locats en filades. És un aparell que es troba en moltes construccions de la Segarra. A la banda oest hi ha algunes espitlleres. El mur est ha estat parcialment refet. Sembla que la porta principal s'obria a peu plau en aquesta façana. La porta, ara tapiada, s'acabava en un arc de mig punt adovellat que ha desaparegut. El caire sud-est és en part original i refet a la part baixa. L'angle sud-oest és lleugerament agut. El mur sud, és totalment refet i les portes que s'hi obren són modernes.